# 佩爾頓馬

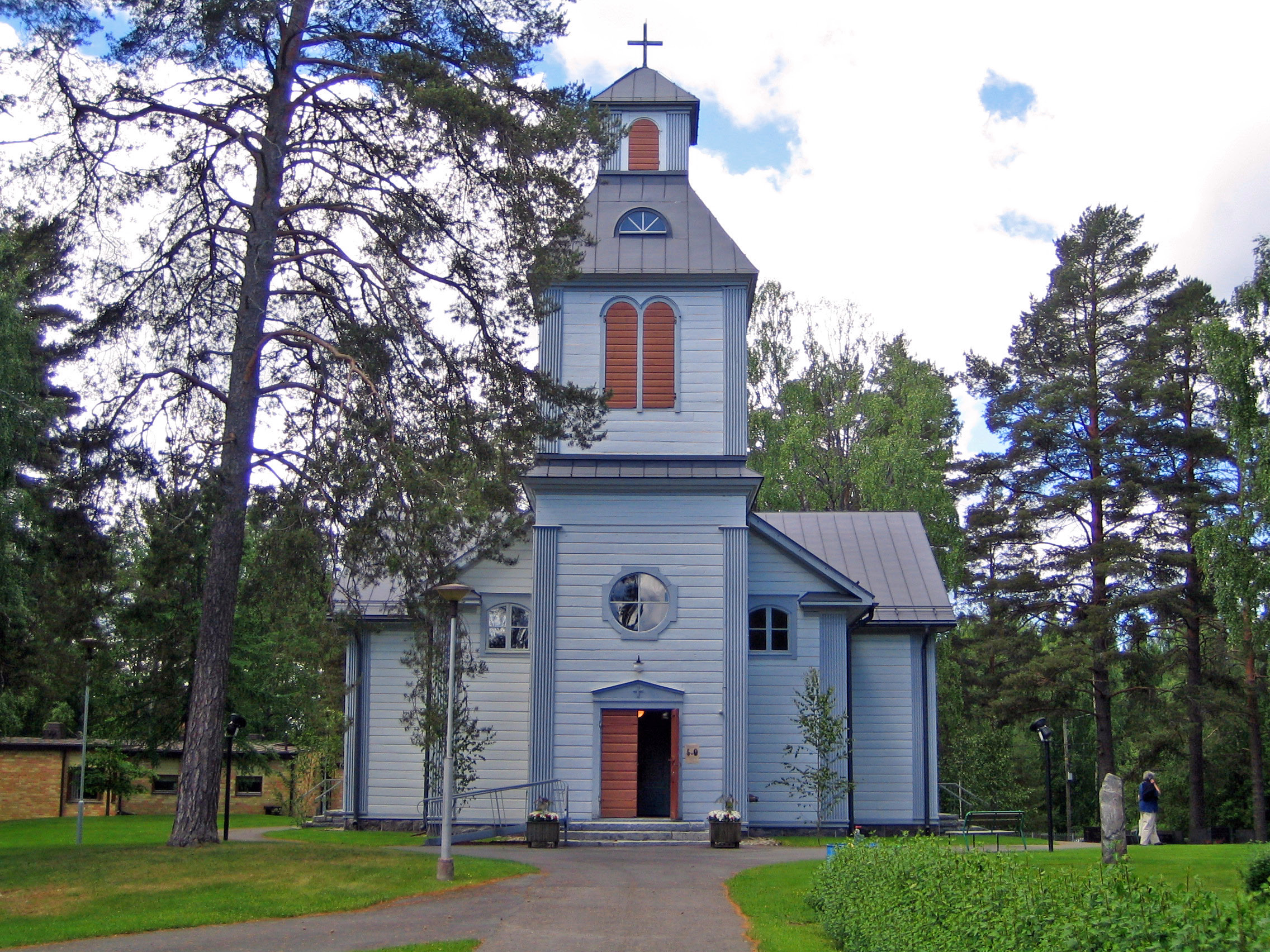
佩爾頓馬教堂

佩爾頓馬（芬蘭語：Pertunmaa）是芬蘭南部南薩沃區的旧市鎮。距離首都赫爾辛基約170公里，始建於1926年，面積454.18平方公里，2013年人口1,906，人口密度為每平方公里5.09人。
2025年1月1日，佩爾頓馬市镇并入曼蒂哈爾尤市镇。

## 外部連結
- 官方网站  （文）